# Hugo Ströhl
Hugo Gerard Ströhl, né à Wels le 24 septembre 1851 et mort à Mödling le 7 décembre 1919, est un peintre héraldiste autrichien.

## Biographie
Né à Wels en Haute-Autriche, fils d'un percepteur, il a révélé son talent pour le dessin dès son plus jeune âge. De 1871 à 1874 il a étudié à l'académie des Beaux-Arts puis à la université des arts appliqués (Kuns3gewerbeschule) de Vienne avec Ferdinand Laufberger. Il a accompli son examen en 1877.

Moyennes armoiries de l'Autriche-Hongrie. Les emblèmes des terres de la couronne adornent l'aigle bicéphale.

Après ses études il a travaillé comme professeur de peinture et de dessin, mais il a également fondé son propre atelier et une imprimerie artisanale en 1878 déjà. Son principal travail consistait à concevoir des projets héraldiques destinés à des livres et des timbres.
Ses dessins héraldiques, en particulier de ses principaux livres, concernant l'Autriche-Hongrie et l'Empire allemand sont placés par les connaisseurs parmi les meilleurs dessins héraldiques jamais publiés.
Bien qu'il ne s'agisse pas de son premier ouvrage sur l'héraldique, il est devenu célèbre avec la publication en 1890 du recueil des armes de l'Empire austro-hongrois, ou « Österreichisch-Ungarische Wappenrolle ». Sa reproduction exacte de la couronne impériale d'Autriche figurait sur les armoiries de la double monarchie où elle ceint l'aigle bicéphale.